# General Electric J85
El General Electric J85 es un pequeño motor turborreactor de eje único. Las versiones militares producen hasta 13 kN (1320 kgf) de empuje normal, y con postquemador pueden alcanzar 22 kN (2250 kgf). El motor, dependiendo del modelo y del equipo adicional, pesa entre 140 y 230 kg. Es uno de los motores de reacción de la compañía General Electric más exitosos y con más tiempo en servicio militar; las versiones civiles han registrado más de 16,5 millones de horas en funcionamiento. La Fuerza Aérea de los Estados Unidos planea continuar usando el J85 en algunas aeronaves hasta 2040. Los modelos civiles, conocidos con el nombre de CJ610, son similares pero suministrados sin postquemador, mientras que el modelo CF700 añade un inusual ventilador en la parte trasera para una mejor economía en el consumo de combustible.

### Desarrollos relacionados
- General Electric CJ610
- General Electric CF700

### Motores similares
- Continental J69
- Fairchild J83